# Pipistrellus maderensis
Pipistrellus maderensis (Dobson, 1878) é uma espécie de morcego da família Vespertilionidae, conhecido pelo nome comum de morcego-da-madeira.
Com distribuição macaronésica, ocorre nos arquipélagos das Canárias, Madeira e Açores. A espécie está em perigo de extinção.